# Pretoriana setosa
Pretoriana setosa là một loài ruồi trong họ Tachinidae.